# Nina Bratczikowa
Nina Bratczikowa, ros. Нина Олеговна Братчикова (ur. 28 czerwca 1985 w Żukowskij) – rosyjska tenisistka.
Zawodniczka biorąca udział głównie w turniejach ITF. W zawodach tej rangi wygrała dziewięć turniejów singlowych i trzydzieści cztery deblowe. Najwyższe miejsce w rankingu singlowym osiągnęła w grudniu 2012 roku, plasując się na pozycji 79.
Bratczikowa w styczniu 2012 roku po raz pierwszy zagrała w turnieju głównym Wielkiego Szlema. Podczas Australian Open 2012 przeszła kwalifikacje bez straty seta, pokonując Karolinę Pliskovą, Melindę Cznik i Irinę Chromaczową. W pierwszej rundzie imprezy głównej wyeliminowała rozstawioną z numerem 19. Włoszkę Flavię Pennettę 6:3, 1:6, 6:2. Następnie pokonała Albertę Brianti 6:2, 6:1. W trzeciej rundzie turnieju w Melbourne uległa jednak Ivecie Benešovej 1:6, 3:6.
W następnym turnieju Wielkiego Szlema – Roland Garros, w Paryżu zagrała od razu w turnieju głównym, bez konieczności eliminacji. Już w pierwszej rundzie sprawiła niespodziankę, pokonując zawodniczkę rozstawioną, Monicę Niculescu w trzech setach. W drugiej rundzie, też po trzysetowym pojedynku, pokonała Claire Feuerstein a w trzeciej zagrała z zawodniczką nr 4 ówczesnego rankingu WTA, Petrą Kvitovą, z którą przegrała 2:6, 6:4, 1:6 i odpadła z turnieju.

## Finały turniejów WTA
| Legenda                     | Legenda |
| --------------------------- | ------- |
| Wielki Szlem                |         |
| Igrzyska olimpijskie        |         |
| WTA Tour Championships      |         |
| 1988 – 2008                 |         |
| Kategoria I                 |         |
| Kategoria II                |         |
| Kategoria III               |         |
| Kategoria IV                |         |
| Kategoria V                 |         |
| 2009 – 2020                 |         |
| WTA Premier Mandatory       |         |
| WTA Premier 5               |         |
| WTA Premier                 |         |
| WTA International Series    |         |
| WTA 125K series (2012–2020) |         |

### Gra podwójna
| Końcowy wynik | Nr | Data                | Turniej   | Nawierzchnia | Partnerka           | Przeciwniczki                         | Wynik finału   |
| ------------- | -- | ------------------- | --------- | ------------ | ------------------- | ------------------------------------- | -------------- |
| Finalistka    | 1. | 5 października 2008 | Taszkent  | Twarda       | Kathrin Wörle       | Raluca Olaru Olha Sawczuk             | 7:5, 5:7, 7–10 |
| Finalistka    | 2. | 24 kwietnia 2011    | Fez       | Ceglana      | Sandra Klemenschits | Andrea Hlaváčková Renata Voráčová     | 3:6, 4:6       |
| Zwyciężczyni  | 1. | 11 listopada 2012   | Pune      | Twarda       | Oksana Kalasznikowa | Julja Gluszko Noppawan Lertcheewakarn | 6:0, 4:6, 10–8 |
| Finalistka    | 3. | 14 lipca 2013       | Budapeszt | Ceglana      | Ana Tatiszwili      | Andrea Hlaváčková Lucie Hradecká      | 4:6, 1:6       |

## Turnieje ITF

### Gra pojedyncza
|    | Data       | Turniej                    | Kat. | ($)     | Naw.   | Finalistka          | Wynik         |
| 1. | 07/12/2003 | Tel Awiw                   | ITF  | 10 000  | twarda | Szachar Pe’er       | 6:4, 6:4      |
| 2. | 07/03/2004 | Melilla                    | ITF  | 10 000  | twarda | Frederica Piedade   | 6:2, 6:4      |
| 3. | 09/07/2006 | Mont-de-Marsan             | ITF  | 25 000  | ziemna | Raluca Olaru        | 6:4, 4:6, 6:0 |
| 4. | 25/05/2008 | Moskwa                     | ITF  | 25 000  | ziemna | Ksienija Pierwak    | 3:6, 6:1, 7:5 |
| 5. | 01/06/2008 | Togliatti                  | ITF  | 25 000  | twarda | Patricia Mayr       | 6:3, 6:0      |
| 6. | 17/05/2009 | Vila Real de Santo António | ITF  | 10 000  | ziemna | Irene Santos-Bravo  | 7:5, 2:6, 6:4 |
| 7. | 18/04/2010 | Johannesburg               | ITF  | 100 000 | twarda | Tamarine Tanasugarn | 7:5, 7:6      |
| 8. | 31/10/2010 | Lagos                      | ITF  | 25 000  | twarda | Zuzana Kučová       | 7:5, 6:1      |
| 9. | 06/02/2011 | Rabat                      | ITF  | 25 000  | ziemna | Maria João Koehler  | 3:6, 6:4, 6:1 |